# Нагайбаковский сельсовет
Нагайбаковский сельсове́т (баш. Ноғайбәк  ауыл советы) — упразднённая в 2008 году административно-территориальная единица и сельское поселение (тип муниципального образования) в составе Бакалинского района. Объединен с сельским поселением Новоурсаевский сельсовет.
Почтовый индекс — 452669. Код ОКАТО — 80207837000.

## Состав сельсовета
село Нагайбаково — административный центр, село Батрак, деревня Ивановка.

## История
Закон Республики Башкортостан от 19.11.2008 N 49-з «Об изменениях в административно-территориальном устройстве Республики Башкортостан в связи с объединением отдельных сельсоветов и передачей населённых пунктов», ст.1 п.6) г) гласил:

 "Внести следующие изменения в административно-территориальное устройство Республики Башкортостан:
объединить Новоурсаевский и Нагайбаковский сельсоветы с сохранением наименования «Новоурсаевский» с административным центром в селе Новоурсаево.

Включить сёла Батрак, Нагайбаково, деревню Ивановка Нагайбаковского сельсовета в состав Новоурсаевского сельсовета.

Утвердить границы Новоурсаевского сельсовета согласно представленной схематической карте.

Исключить из учётных данных Нагайбаковский сельсовет

## Географическое положение
На 2008 год граничил с Республикой Татарстан, с муниципальными образованиями: Куштиряковский сельсовет, Новоурсаевский сельсовет («Закон Республики Башкортостан от 17.12.2004 N 126-з (ред. от 19.11.2008) „О границах, статусе и административных центрах муниципальных образований в Республике Башкортостан“»).